# Cirkus (Seurat)
Cirkus (francuski: Le Cirque) je posljednja slika poentilista Georgesa Seurata koje je slikao od 1890. u svom postimpresionističkom stilu, ali je ostala nedovršenom prilikom njegove smrti u ožujku 1890. godine.
Kao takva izložena je na Salonu društva neovisnih umjetnika (Société des Artistes Indépendants) 1891. godine, a poslije je vraćena njegovoj majci. Kupio ju je umjetnik Paul Signac oko 1900., a od njega američki kolekcionar John Quinn, koji ju je donirao muzeju Louvre 1927. god. Od njegova osnutka, 1977. godine, izložena je u muzeju d'Orsay u Parizu.
Djelo Cirkus je treće u nizu djela s tematikom cirkusa. Seurat je prije već slikao slična djela: Parada (1887. – 88.) i Le Chahut (1889. – 90.). Djelo prikazuje ženskog izvođača kako izvodi svoju točku na konju u Cirkusu Fernando. Cirkus je bio popularna zabava u Parizu, a usto se ovaj cirkus nalazio blizu Seuratova studija, tako da je imao priliku često ga posjećivati i inspirirati se izvedbama.
Seurat koristi neo-impresionistički stil u koji uklapa pointilizam gdje točkice čistih stvaraju iluziju drugih boja. Djelom dominiraju bijela i tri primarne boje, uglavnom crvena, žuta i plava. Slika je podijeljena u dva prostora gdje umjetnici zauzimaju donji dio slike, gdje snažna krivulja i spirale stvaraju osjećaj pokreta, dok publika zauzima gornji lijevi dio, ograničena redovima klupa. Za osjećaj prostora su zaslužni klauni koji kao da padaju iza glavnih izvođača i prva dva reda tribina na kojima sjede bolje odjevena, bogatija, i šarenija publika.